# Гречи де Жос (Јаломица)
Гречи де Жос (рум. Grecii de Jos) насеље је у Румунији у округу Јаломица у општини Фиербинци-Тарг. Oпштина се налази на надморској висини од 74 m.

## Становништво
Према подацима из 2002. године у насељу је живело 420 становника, од којих су сви румунске националности.